# Свети Николай (Драговищица)
„Свети Николай Мирликийски Чудотворец“ или „Свети Никола“ е възрожденска българска православна църква в костинбродското село Драговищица. Част е от Софийската епархия на Българската православна църква. Обявена е за паметник на културата.

## История
Църквата е построена в 1884 или 1887 година с дарения от няколко фамилии: Истаткови от село Батковци, Димови и Кръстанови от село Драговищица. През 1903 година е построена камбанария с дарения на фамилията Истаткови.
Църквата е изписана от дебърските майстори Михаил и Христо Благоеви, които оставят надпис „Из руки Михаил Зограф Благоев из Дебърско окружие село Тресонче 1884 г. месец април ден 2-рий“. Стенописите се отличават с лекота на изпълнението и своеобразния си колорит.
С писмо № 3107 от 18 септември 1978 година на Националния институт за паметниците на културата църквата е обявена за паметник на културата от ІІ група с изключителна художествена стойност.